# Warner Bros.-Seven Arts
Pour les articles homonymes, voir Warner.
La Warner Bros.-Seven Arts est créé en 1967, lorsque Seven Arts Productions achète les parts de Jack Warner dans Warner Bros. Pictures pour 95 000 000 $. Le marché inclut également Warner Bros. Records, Reprise Records et les  dessins animés en noir et blanc de la série des Looney Tunes. 
En plus d'acquérir les droits des dessins animés en noir et blanc, ils produisent en 1967 la suite de la série des Looney Tunes et de la série des Merrie Melodies. Cependant, ces cartoons sont faits à petit budget, et l'abandon successif des personnages emblématiques des deux séries de la Warner Bros. comme Bugs Bunny, Titi et Grosminet, Bip Bip et Coyote puis en 1968 de Daffy Duck et de Speedy Gonzales ; au profit de nouveaux personnages comme Merlin la souris magique, Cool Cat ou encore Bunny & Claude ne feront pas l'unanimité du public. Cette ère des Looney Tunes et Merrie Melodies sera grandement haïe du public et contribuera en partie à la chute de la nouvelle entreprise en 1970. Les deux célèbres séries originales de la Warner Bros. créées dans les années 1930 vont toutes deux disparaître en 1969. Des suites renaîtront au milieu des années 1970.
Plus tard, dans la même année, la Warner Bros.-Seven Arts achète Atlantic Records.
En 1970, la WB-7A est achetée par la Kinney National Company et est renommée à nouveau en Warner Bros..